# Dean Goodhill
Dean Goodhill (* 23. Oktober 1944 in Los Angeles, Kalifornien) ist ein US-amerikanischer Filmeditor.

## Leben
Goodhill war Schauspieler und Schauspielschüler in der High School und studierte an der American National Theater & Academy. Nach seinem Abschluss studierte er an der London Academy of Music and Dramatic Art und am Neighborhood Playhouse. Seine ersten Eindrücke von Filmbearbeitung erlangte er während eines Praktikums beim American Film Institute. Währenddessen arbeitete er als Fotograf, vor allem in der Musikwelt für Bands wie The Doors, The Rolling Stones und The Bee Gees.
Peter Weller und Goodhill versuchten, einen Spielfilm zu produzieren, in dem Weller die Hauptrolle spielen und Goodhill die Regie übernehmen sollte, aber letztlich scheiterte es an der Finanzierung. So versuchte er in der Postproduktion Fuß zu fassen, begann als Tongestalter und arbeitete sich schließlich zum Filmeditor hoch.
Goodhills bisher größter Erfolg ist der Film Auf der Flucht, für den er mit Don Brochu, David Finfer, Dov Hoenig, Richard Nord und Dennis Virkler für einen Oscar nominiert wurde.

## Filmografie (Auswahl)
- 1987: Ladies Club
- 1988: Freedom Fighters – Söldner für die Freiheit (Mercenary Fighters)
- 1988: Terminal Entry – Das Spiel mit dem Terror (Terminal Entry)
- 1989: Wild Zone
- 1989: Freeway Maniac
- 1989: Dirty Games
- 1990: Motocrossfieber (Crossing the Line)
- 1991: Mein Weihnachtswunsch (All I Want for Christmas)
- 1993: Die Clique von Beverly Hills (When the Party’s Over)
- 1993: Auf der Flucht (The Fugitive)
- 1993: Cyborg Warriors (Knights)
- 1993: Partners (Kurzfilm)
- 1994: Der Fluch der hungernden Klasse (Curse of the Starving Class)
- 1995: Triplecross – Ans Messer geliefert (Triplecross)
- 1997: Gold Coast
- 2003: Newton’s Law
- 2007: My Sexiest Year
- 2008: Almost Perfect
- 2008: The Pearl Nacklace
- 2009: Blood and Bone
- 2009: The Lightkeepers
- 2011: Zorro (Fernsehserie, 1 Folge)

## Auszeichnungen
- 1994: BAFTA Award Nominierung in der Kategorie Bester Schnitt für Auf der Flucht
- 1994: Oscar: Nominierung in der Kategorie Bester Schnitt für Auf der Flucht
- 1994: American Cinema Editors: Nominierung in der Kategorie Best geschnittener Film für Auf der Flucht